# 金剛部母
金剛部母（羅馬化：Māmāki），又名為忙莫計菩薩、忙莽計菩薩、忙莽雞菩薩，為大悲胎藏生曼荼羅金剛部院之女尊，她是所有金剛手菩薩的本體，也就是「堅固之智慧」，密號堅固金剛。
在現圖大悲胎藏生曼荼羅中與金剛手、執金剛菩薩視為同尊，然而與金剛部母真言卻不相同。

## 梵名意義
梵名『Māmāki』為『多母』的意思，因為她產出一切金剛部族，所以得名。

## 來源
1. ↑   大日經疏五曰：「於金剛部主之右，置忙莽雞，所謂金剛部母。」諸部要目曰：「蓮華部白衣觀自在，以為部母。金剛部忙莽雞菩薩，以為部母。」
2. ↑  全佛文化出版社. 編輯部.  初版. 台北市: 全佛文化出版社. 1999: 218  [2019-08-02]. ISBN 9578254601. OCLC 719319695 （中文（臺灣））.
3. ↑  吉田惠弘原著 林光明、林勝儀合譯.  二版. 台北市: 嘉豐出版社. 2011: 45  [2019-08-02]. ISBN 9789868469266 （中文（臺灣））. 金剛母菩薩真言:Namaḥ samata-vajrāṇāṃ triṭa triṭa jayaṃti svāhā
4. ↑  吉田惠弘.; 林光明 (佛教); 林勝儀 (佛教).  修订二版. 台北市: 嘉豐出版社. 2011-10: 46  [2019-08-02]. ISBN 9789868469273. OCLC 781988550 （中文（中国大陆））.

### 書籍
- 《密教思想與生活》，釋悟光，圓方出版社文化 ISBN 978-988-8237-88-3
- 《曼荼羅的世界》，蔡東照編著，濃濃出版社 ISBN 978-7-5202-0086-8
- 《胎藏界咒語解記》，吉田惠弘著林光明・林勝儀合譯，濃濃出版社 ISBN 978-986-84692-7-3